# دايمونوصور
الدايمونوصور (الاسم العلمي: Daemonosaurus)، وهو جنس منقرض من ديناصورات وحشيات الأرجل من فترة الثلاثي المتأخر في نيومكسيكو الأمريكية. وقد تم العثور على حفرياتها من رواسب في تكوين شينل [الإنجليزية]، وهي أحدث فترة من العصر الثلاثي. بينما وحشيات الأرجل قد تنوعت إلى مجموعات متخصصة متعددة بحلول تلك الفترة، كانت الدايمونوصورات هي وحشيات الأرجل القاعدية التي تقع خارج الفرع الحيوي وحشيات الأرجل الحديثة. يعتبر الدايمونوصور غير مألوف lk بين وحشيات الأرجل الأولى لأنه كان يمتلك جمجمة قصيرة وأسنان بارزة طويلة.